# Hjälmsäter
Hjälmsäter, även Hjelmsäter, är en herrgård på Kinnekulle i Medelplana socken i Götene kommun.
Herrgården har anor från 1300-talet. Den har givit namn åt adliga ätten Roos af Hjelmsäter. Mangårdsbyggnaden är från 1400-talet, då drottning Margareta arrenderade gården. Det nuvarande corps-de-logiet byggdes i mitten av 1800-talet medan flyglarna är från 1700-talet. I en av flyglarna anordnas årligen en stor höstmarknad och i den andra finns Ingeborgs vävkammare. Huvudbyggnaden är privatbostad.
Herrgården köptes av familjen Hamilton 1785. Idag bedrivs ett aktivt jord- och skogsbruk på cirka 500 hektar. Intill herrgården ligger naturreservatet Såten.